# 大能
大能（おおのう）は、茨城県高萩市の大字。

## 歴史

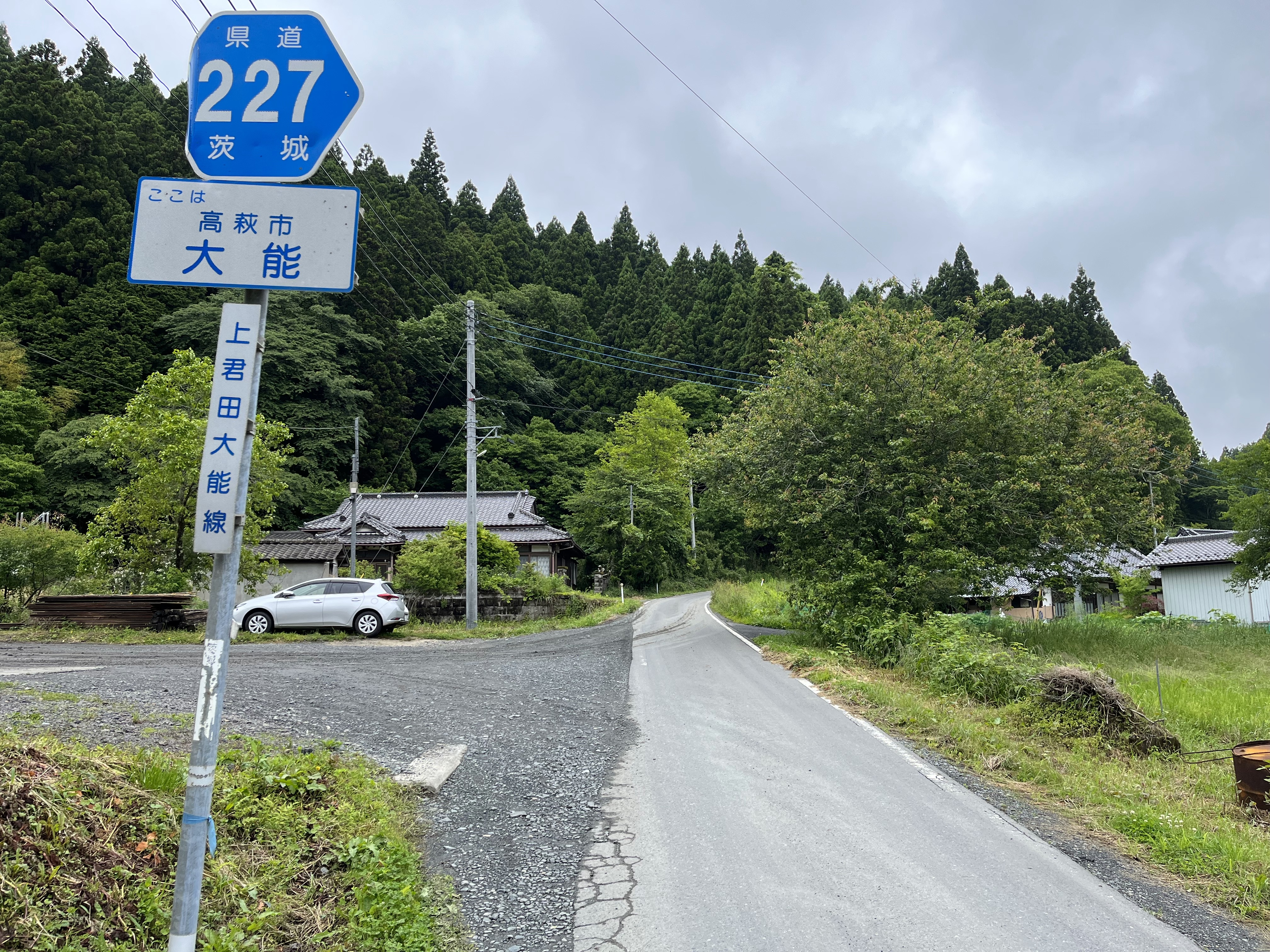
県道227号

### 中世
1416年（応永23年）頃、下手綱竜子山城に大塚氏が地頭として入った。当初、大塚氏は常陸太田の佐竹氏の勢力下にあったが、やがて北の岩城氏にも服従するようになる。1574年（天正2年）に竜子山城主大塚氏が岩城の援軍として高貫（現福島県古殿町）に出陣した際、大能村佐川氏の祖先が猟師頭として12名の配下を率い功名をあげたため、以降文化年間（1804年～1817年）まで7代に渡り地内の十殿神社の神職を務めたと云う。また大能村不動尊南塔院は、大塚村菅俣城主大塚氏の祈願所だった。
1595年（文禄4年）に行われた岩城領検地の目録の村名に大能村の記載がなかった。しかし、当時大能村は岩城領竜子山分に属していたとされている。それは、荒川八幡宮天正11年の棟札に、大能山から板材などを採り搬出しているのが明らかであるため。よって、目録に記載漏れたと考えられている。

### 近世
高萩地方が水戸領になって間もない寛永の頃、当地方では新田開発が盛んに行われた。大能村でも入山新田ができたが、開発された年月は不明。松岡郡鑑によると、入山新田の石高は田7石5升2合、畑8石8斗8升4合とある。しかし、光圀の設けた大能牧場の野駒により荒らされ、1747年（延享4年）ころ潰れた。

#### 大能牧場（大能野駒山）
1663年（寛文3年）、二代藩主光圀による社寺改革のために作成された開基帳によれば、大能村には長忍坊と叶能院があったとある。前者は真言宗下手綱村大高寺末寺で1656年（明暦2年）開山。檀那はいなかった。後者は足洗村宝定院同行の山伏で、1654年（承応3年）の開山。
光圀の時代、寺院改革と共に行われた神社改革。これにより高萩地方の別当寺司祭の神社の内、山伏を除く宗派の別当寺を神仏分離として神社の司祭から排除。しかし、大能村の十殿明神社は、創立以来光圀の時代まで、神職のみによって司祭されていたため、これに当たらなかった。このような神職のみで司祭されていた神社は、大能村の十殿明神社と鈴木王大夫家の北久保天神のみだった。

#### 戊辰戦争
1868年（慶応4年）4月11日に江戸城が官軍に無血開城。大鳥圭介や榎本武揚などの旧幕臣の主戦論者は、部隊艦船を率い江戸を北へ逃走。4月23日に宇都宮城が落城すると、幕府軍は白河日光方面に退く形で北上し、4月から5月末ごろまで白河が主戦場はとなった。そのため浜通りの松岡地方は比較的平穏であったが、6月初めに官軍が平潟に上陸するとの報が伝わると、奥州同盟軍（幕府軍側）が平潟方面に再配置された。その頃、水戸家中の30～40人が脱走したため、この者達を追討するべく興津蔵人らが奥州筋へ出発。また脱走人が松岡藩内を通りかねないので、領内に立ち入った時に打ち払いするため郡方手代1人を君田に出張させるなどした。また6月16日には、脱走人13人の者による殺人事件が伊師村で発生するなど領内は混乱していた。大能でも村人に嫌疑をかけられ、捕縛抑留される事件があった。7月19日夜、水戸藩東部方小里郷役人衆により、大能村弥五郎宅で高原村の武兵衛が、大能村伝吾宅で伝吾・大中村の豊蔵らが召し取られた。その後、徳田村見張番所において吟味され釈放された。10月初旬に繰り広げられた弘道館の戦の末に旧幕府軍が水戸へ逃げた後、松岡藩勢は家老国分左太夫を総大将とし、総勢約150人で陣列を組んで、10月2日に急遽松岡表を出発し、同月4日未明に水戸に到着。結局、旧幕府軍は逃げ去った後だったため、5日夕日暮に松岡城に戻った。その間、松岡表では水戸へ出陣した留守を守るため、10月3日に大能などに見張り台が設けられた。

## 大能牧場

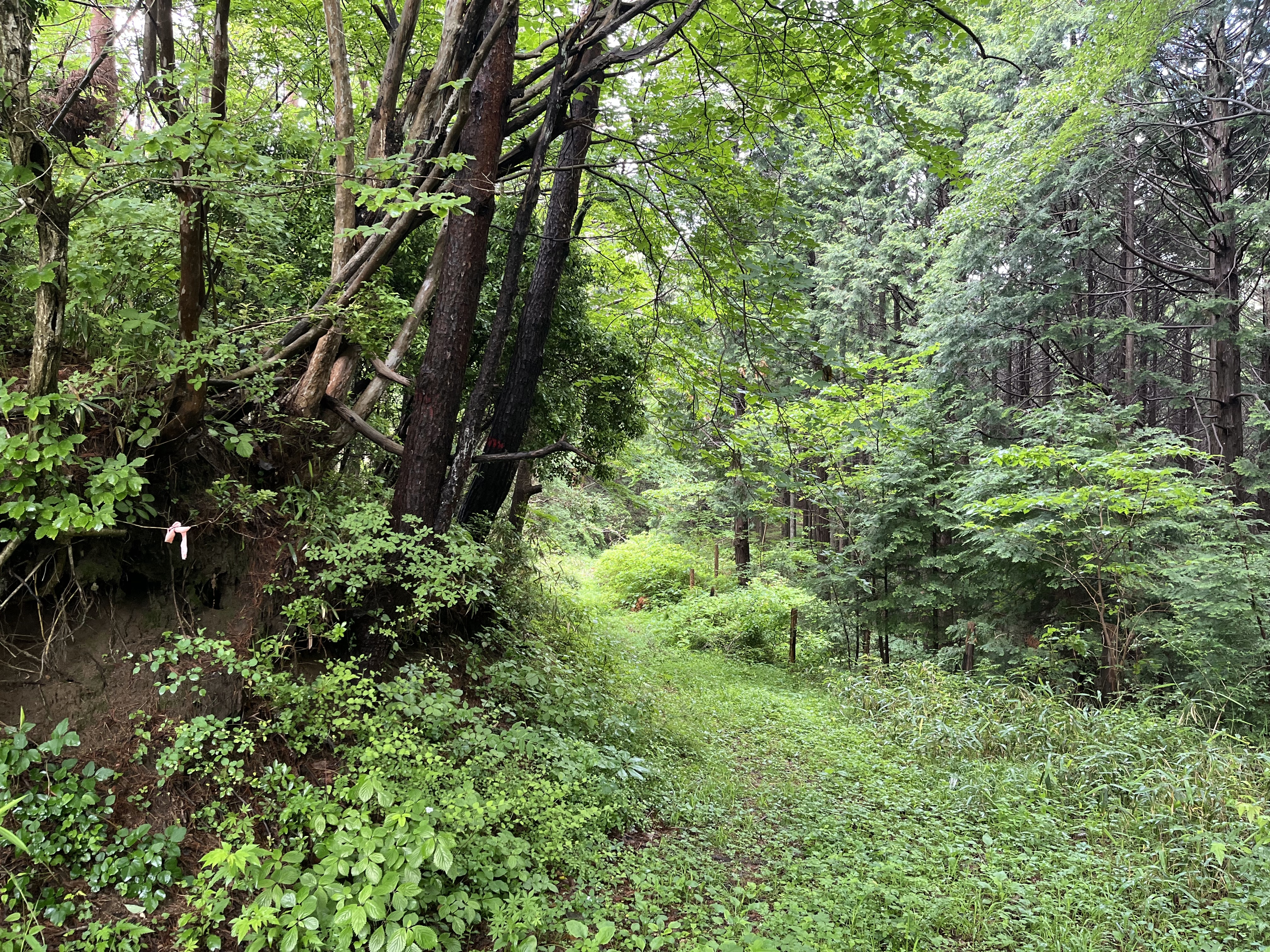
土手跡付近

大能牧場は、水戸藩第二代藩主徳川光圀が開設した水戸藩最初の放牧場。開設年には諸説あるが、最も信用できるものとして大能村野駒番人が藩庁へ報告した記録が挙げられ、これによると初めて種馬が放たれたのは1678年（延宝6年）6月3日で、馬13匹が大谷地に放たれたとされている。その後、1688年（元禄元年）に至るまでの11年間で計62匹の種馬が放たれた。当初、水戸より番人が派遣されていたが、1680年（延宝8年）2月からは1人金1両の扶持で、大能村から2人の野駒番人に就いた。大能牧場開設以来、大能・上君田・下君田・横川の4ヵ村は野駒の増殖により土地を荒らされた。4ヵ村は数度に渡り藩に訴願し、1687年（貞享4年）、囲い土手1767間が設けられた。しかし、この土手の大半は山中の囲いに築かれたため、野駒が東松岡筋へ土地を荒らす事態となった。そのため4年後の1690年（元禄3年）には右の土手が築かれ、総囲い6350間に及ぶ拡張普請がなされた。1680年（延宝8年）に最初の捕馬が行われてから1708年（宝永5年）までの29年間で捕獲された野駒は302匹にのぼり、1708年（宝永5年）4月時点の野駒数は176匹という有様だった。尚、捕獲された野駒302匹のうち、御厩入りが31匹で残りの271匹は払い下げられた。
野駒の繁殖率は元駒100匹につき20～30匹で、3ヵ年で80～90匹増えたとされ、1687年（貞享4年）に囲い土手が設けられるまでの4ヵ村の苦悩は並大抵ではなかったと云われる。この当時の様子がわかる史料に、貞享3年のものとみられる大能村の訴状下書きがある。これによると、毎年3～10月の間、近郷村々の百姓は昼夜問わず作物の番をし、田畑の馬除けをても被害を被っている。惣百姓は半潰れの状態で、このまま土手を築かなければ4ヵ村の者共は立ち退くことになるであろうと記されていた。こういった訴状は、牧場開設後6年の1683年（天和3年）春から提出されていた。そのため郡奉行岡見弥次右衛門も了見し、当初1686年（貞享3年）春の囲い土手普請を計画していたが、郡奉行代替わりにより1年延期された。
大能牧場の当時の正式名称は大能野駒山で、この野駒山は郡奉行の管理下にあった。1712年（正徳2年）、小里郷折橋村の佐川・里川新田の蓮見・徳田村の大森氏など3人の郷士が野駒山御用加役を任され、郡奉行の命で人足の徴発などの指揮采配を振るようになった。更にその下で、藩から任命された大能村の2人の野駒番人が、現場における通常の野駒山管理に当たった。このように、野駒山の管理は郡奉行の指揮のもとで行われていたが、放牧されている野駒に関しては藩の支配下にあった。
大能牧場開設以来相次いだ野駒による被害は、1687年（貞享4年）並びに1690年（元禄3年）の囲い土手普請により一時収まったかにみえた。しかし正徳年間（1711～1715年）に入ると、再度同様の被害に見舞われるようになった。これに対し藩は、1713年（正徳3年）3月、近郷18ヵ村から250人の人足を徴発し、囲い土手の繕い普請を実施。尚、このような繕い普請は以前から年2～3回行われていた。1715年（正徳5年）4月には他領に洩れ出し苦情が集まる事態にまで発展し、1720年（享保5年）には領内で12匹、他領の山小川村に1匹が進出するような状態だった。そのため、同年4月、1023間の囲い土手か追加された総土手廻り7476間となる拡張普請が行われ、計81ヵ村・延人足2573人を動員した。尚、1690年（元禄3年）に設けられた総囲い土手6350間が、この大普請実施前の時点で6463間と増加している。これは1690年（元禄3年以降）、度々繕い普請が行われていたためと推測されている。更に1720年（享保5年）8月には以降の破損を見越し、土手に村々ごとの杭を立て、一定の間数をその村の責任で繕い普請することを郡方の命で施行された。尚、この時達せられた村名に”大能村”との記載はない。このような大規模な普請が行われたが、以降も野駒の脱走が後を絶たないため、囲い土手の延長普請が続き、最終的な総囲い土手の長さは7940間（約14km）にまで伸びた。

### 野駒の捕馬
一部欠けているものの当時の史料より、1678年（延宝6年）から1787年（天明7年）野駒山の馬数と捕獲状況が判明している。それによると、享保年間末から延享に至るまでの期間に野駒数は急激に増加したが、それ以前の享保中頃までの間の増加傾向は緩やかだった。これは、増加する野駒に対し適切な捕獲がされていたためと推定されている。第2藩主光圀が大能牧場を開設して以来の藩主では、4代藩主徳川宗尭が1726年（享保11年）2月26日に大規模な捕馬を台山寺を宿所に視察を行っている。この捕馬で動員された人足は約4000人に達した。
具体的な捕馬の様子は小里三郷士の1人、大森伝五衛門の記録から窺える。その例として1727年（享保12年）3月21日と22日、宗尭の視察のもと行われた捕馬を挙げる。まず3月18日、荷見甚衛門と大森伝五衛門の両名が大能に集まり、諸人足などの割付け触れ出しを行う。通常割付け触れ出しは、小里三郷士の3人で行われるが、この時は佐川静衛門が父武衛門の大病のため参加していない。この触れ出しでは、20日迄の各村の仕事分担が達せられた。仕事内容は、捕り込み場のもがり・捕獲した馬を繋ぐ外繋の材料となる藤の木切り・捕獲した馬に食べさせる笹草採りなど多岐に渡り、これをもって捕馬の準備が完了する。20日には、31ヵ村350人の人足により馬の遠寄せが行われ、これにより囲い土手の中に入れたとされる。翌21日に野駒捕りの本番が行われるのだが、それに先駆け荷見甚衛門と大森伝五衛門は、19日に東の遠郷の島崎村や上桜井村など30ヵ村に対し、人足数（532人）と共に村々の庄屋に順達をもって触れていた。これにより数里離れた村から大能野駒山捕り込み場を目指し、組頭に引率された農民達が夜間行進で詰めかけて来た。こうして、遠寄せ人足31ヵ村350人と合わせた計51ヵ村882人により野駒捕り込み場への追い入れが行われた。遠寄せされた馬は、総廻り380間の袋土手に追い立てられ、上君田・下君田・横川村からの荒馬捕獲の本職12人により、役人から指定された馬が捕り込みに追い入れられ、環縄を首にかけて捕獲された。野生の馬の捕獲は困難で、この時はなかったが、1730年（享保15年）の捕馬の際はかけられた縄で首を絞め、自ら死んだ馬が5頭いた。こうして捕獲された馬は、長い鼻竿竹を付けられ、大能村の競市場まで送られ競売にかけられた。この時の捕馬は翌22日にも行われ、23日の大森・荷見が郡奉行所への決算報告、24日の御馬用若栗新田への移送をもって完了した。尚、これは総駒数を改めるために行われたものだったため、当時としてはさほど大きな規模の捕馬ではなかった。

### 山犬被害
大能野駒山の特徴として山犬の発生が挙げられる。山犬による被害が出始めたのは、初めて山中の囲いができた前年で、種馬を大谷地に放って9年が経った1686年（貞享3年）から。この時期はすでに野駒の数が相当増加し、捕馬が行われていて、山犬対策として大能村の猟師が山犬被害を防いでいたが、撃ち止めることができていない状態だった。そのため野駒番人の申し出により、郡下の猟師6人が交替詰めで山犬対策が行ったが、それも効果は薄かった。また、1690年（元禄3年）には水戸から足軽が10人ずつ詰め寄り、40日余り夜鉄砲が撃たれたが、これでも山犬は退散しなかった。なお、この元禄3～4年頃が、山犬による被害が大きかった第一回目だった。被害が収まることはなく、1692年（元禄5年）に大能村の猟師6名は定猟師となり、1日1人に2人扶持ずつ与えられるようになった。また大能村定猟師が高齢化した後は、大能村だけでなく上君田・下君田を合わせた3ヵ村から定猟師となった。
正徳年間（1711年～1715年）、前述した元禄3～4年頃についで山犬の被害大きくなった。その為、1712年（正徳2年）4月、藩命により小里の三郷士は交替で6人の定猟師監督が仰せ付けられた。更に同年6月には6人制から8人制へ増員され、以降はこの8人制が続いた。また、7月からは各村々の猟師が3人ずつ雇われ、定猟師について1日交替で土室などで夜警にあたった。次ぐ1713年（正徳3年）5月から6月にかけて二歳馬1匹と一歳馬6匹が食われれる事件が発生。そのため猟師動員は拡大し、大荷田新田村の猟師3人を皮切りに、各村々に平猟師が割り当てられるようになった。7月に入ると勢子も動員され山犬狩りが行われたが、それでも撃ちとることは叶わなかった。同年8月に三郷士が郡奉行小宅新六に提出した書状からは、神出鬼没な山犬の撃ち取り方法や対策に困難を極めている様子が窺える。しかし、翌年の1714年（正徳4年）4月に定猟師八之丞が野駒山で山犬1匹を撃ちとったのをはじめに形勢が逆転。同年6月までに計13匹を撃ちとめることに成功し、元文年間までに年1～7匹討ち取られた。一方で山犬による被害は相当なもので、当時の史料によると、1713年（正徳3年）には7匹以上、1715年（正徳5年）は20匹余り、1723年（享保8年）には一歳馬20匹・二歳から五歳のの病死馬が5～6匹食われており連年の被害だったことが分かる。尚、主に狙われたのは一歳馬だった。また、この山犬取りの特徴として1つとして「討ち取った山犬を藩に差し出すと褒美が貰える」ことが挙げられる。1718年（享保3年）2月、上君田村定猟師兵四郎が討ち取った山犬の頭を藩に差し出したところ、帰国中の藩主綱条に上覧され、撃ちとめの山犬をそのまま差し出すよう定猟師に改めて達せられた。また1781年（享保6年）7月、山犬に里犬が追い込まれたところを手槍で突き止めた武勇を讃えられ、徳田村猟師甚兵衛が金一分を貰っている。1744年（享保4年）5月には藩主宗翰が江戸で山犬を御覧になりたいとの命を受けた小里三郷士が、各支配猟師村々の組頭・猟師各1人ずつを郷士宅に呼び、山犬を撃ちとるよう厳命。結果、5月14日早朝に入四間村武太夫が生捕りに成功。水戸の郡奉行へ送られると金の口籠がはめられ、夜通しで江戸に送られ上覧された。

### 大能牧場の閉鎖
前述してきたように、多岐にわたる問題を抱えながら管理された大能牧場は、近郷のみならず遠郷にまで影響を及ぼし農村を困窮させた。再三に渡る延長普請により完成した囲い土手は、野駒に踏み破られ、割り当てられた村々の責任請負により繕われ、また破られるという悪循環に陥った状態。また逃げ出した野駒に荒らされた田畑は、百姓の油断という理由で免減税の対象外とされた。更に、野駒山関係の人足では、野駒捕り人足には扶持米がなく、小規模な囲い土手普請では無償の義務人足に駆り出され、農民の負担は年々増大し苦しめられていた。しかし、藩の野駒山収入は実に大きな利益を生んでいた。1730年（享保15年）から1747年（延享4年）の18年間（捕馬10回）を例にとると、御用馬になったのは僅か21匹で、405匹が916両程の多額で払い下げられている。このことから野駒山は、御用馬飼育という一面がありながら、藩の経済的利益のため多くの領民の犠牲のもとで長年運営されたと云う。しかし天明の大凶作のあった1787年（天明7年）10月に休山が命じられると、当月5000人余りの人足で74匹を捕らえ、翌年3月に人足3000人余りで残りの23匹を捕獲。これを最後に大能牧場は閉鎖し111年の歴史に幕を閉じた。

### 徳川斉昭と牧場
1833年（天保4年）3月、水戸藩9代藩主徳川斉昭が飢饉などの影響で廃牧されていた大能牧場の再開の検討を家臣に命じたが、大能の地の不適地と経費の問題で反対され、断念せざるを得ない状態だった。それでも諦めきれなかった斉昭は、城南の丹下原と大戸原を見出し小規模な牧場「桜野牧」を開設。開設と平行して里子馬制度を実施したが、桜野牧を試験的な小牧だったため、馬匹の繁殖するにつれ欠陥も生じ、大規模な大能牧場建設が必要視された。また1838年（天保9年）12月には、折橋村湯平天竜院屋敷にスギ・マツ・クヌギを7万余り植え、これが盛木になれば野駒を放すという、牧場開設長期計画の1つとして植林事業が行われた。更に、1841年（天保12年）3月24日、若年寄の結城寅寿や側用人の藤田東湖ら数人を従え、大風雨の中、旧大能野駒取り込み土手などを巡視も行っている。しかし、斉昭が就藩後、政務が多端であったことなどが影響し、大能牧場の早急再興は見合わせられた。そして、斉昭存命の間に大能牧場が再開されることはなかった。斉昭の死後3年が経過した1863年（文久3年）7月、吉沢村の郷士牛掛り福田三衛門が預かっていた牛20頭余りを大能野駒山に繋ぎ飼いで放牧。しかし、この放牧も1869年（明治2年）には廃牧した。尚、地元の人々はこの放牧を「新牧」といい、延宝以来の放牧を「旧牧（古牧）」と区別していた。
1882年（明治15年）、旧水戸藩主徳川昭武により大能牧場が復牧。再開に伴う問題は山積みだったが、半漑半牧が地理的にてきしていることから、5～10月に放牧、11～4月までの間は舎畜として実施された。牡馬はカツテン洋種を三里塚御科局から種馬として、牝馬は南部馬の優良なものを購入した。時には地方畜産家の要望に応じ種付けにも行い、主に馬匹の改良並びに軍馬の補充を図っていた。産出される駿馬は極めて優秀だったため、馬政局から奨励金が交付されるなど、全国的にも知名度が高かった。順調に運営され盛況だった大能牧場は、1899年（明治32年）には牧場面積が78.2町歩と県内最大面積を誇った。尚、民間事業だったため、これは旧幕府時代最盛期の10分の1にも満たない規模だった。また、面積に対し飼育頭数は、1889年（明治22年）145頭、1890年（明治23年）108頭、1891年（明治24年）106頭と徐々に減少傾向にあった。ちなみに、この昭武の大能牧場の晩年に関しては不明。

## 社寺

### 十殿神社

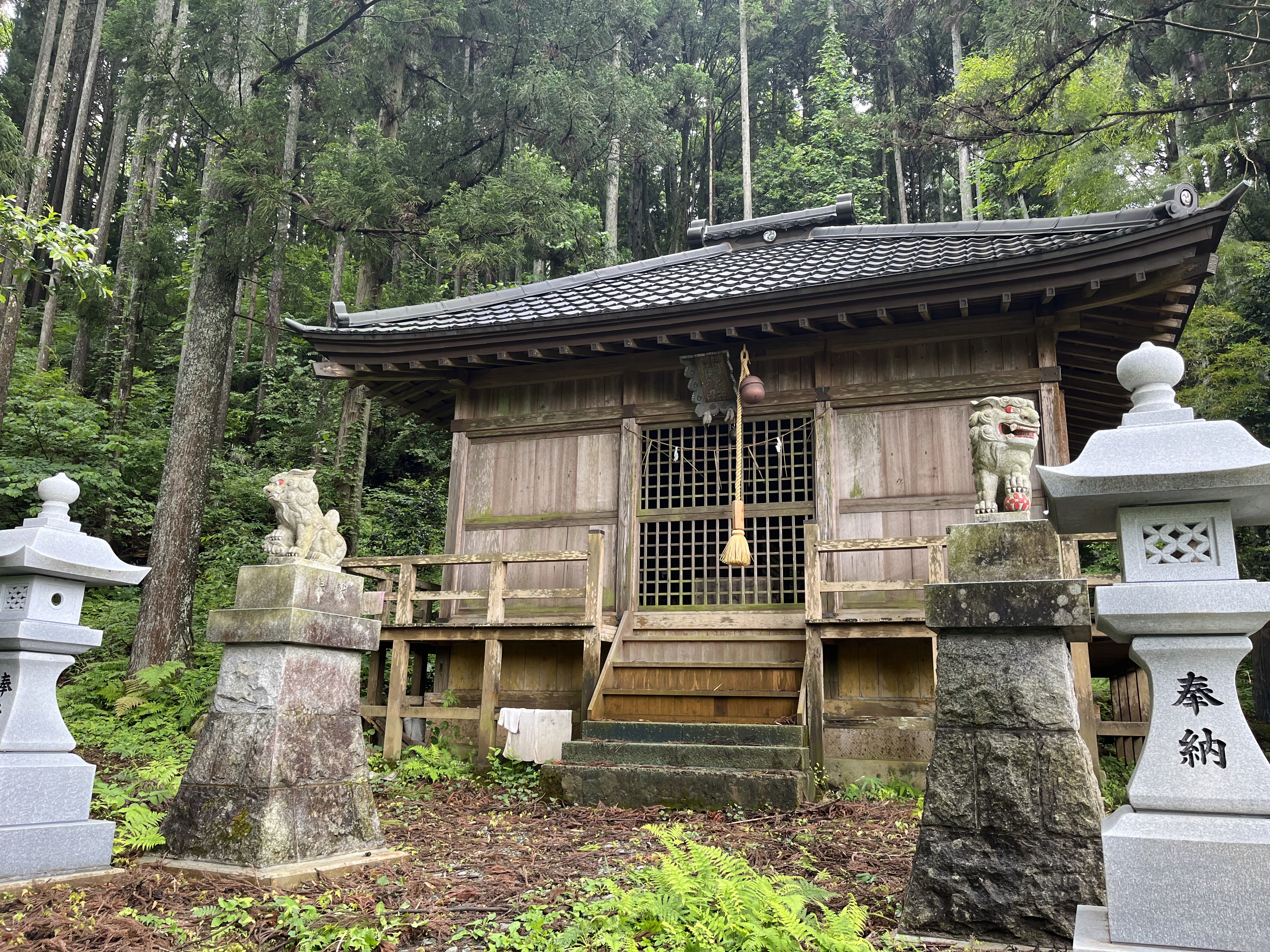
十殿神社

祭神は大那牟遅命。創立に関しては1528年（享禄元年）10月10日と1541年（天文10年）の2つの説がある。昔は十殿大明神と称していた。1602年（慶長7年）、林・内原の両奉行による検地では、田方高1石2升4合が免ぜられている。1913年（大正2年）4月14日、村社の社格と神饌幣帛料供進神社の指定を受けた。

### 大山祇神社(山の神）

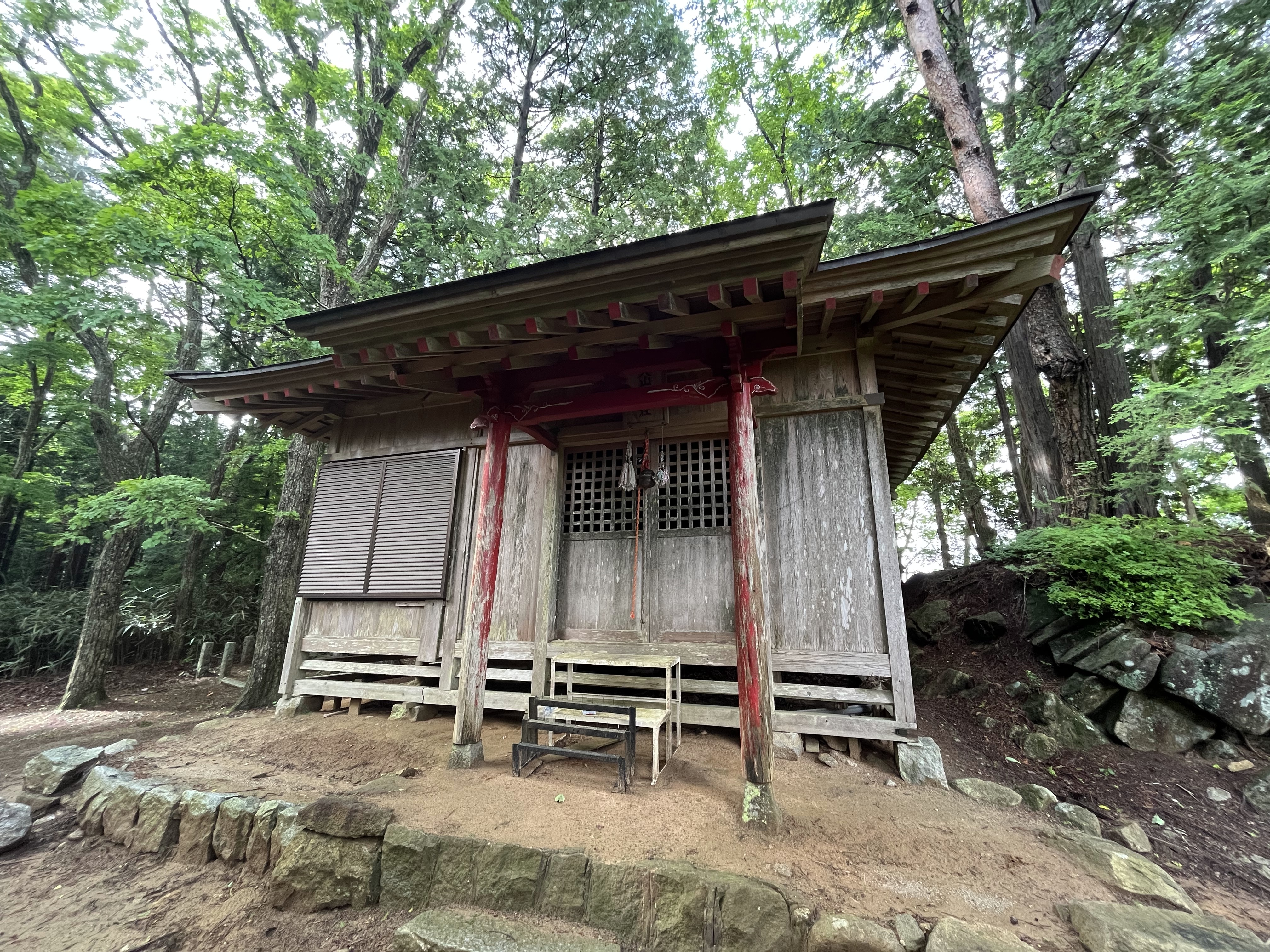
大山祇神社

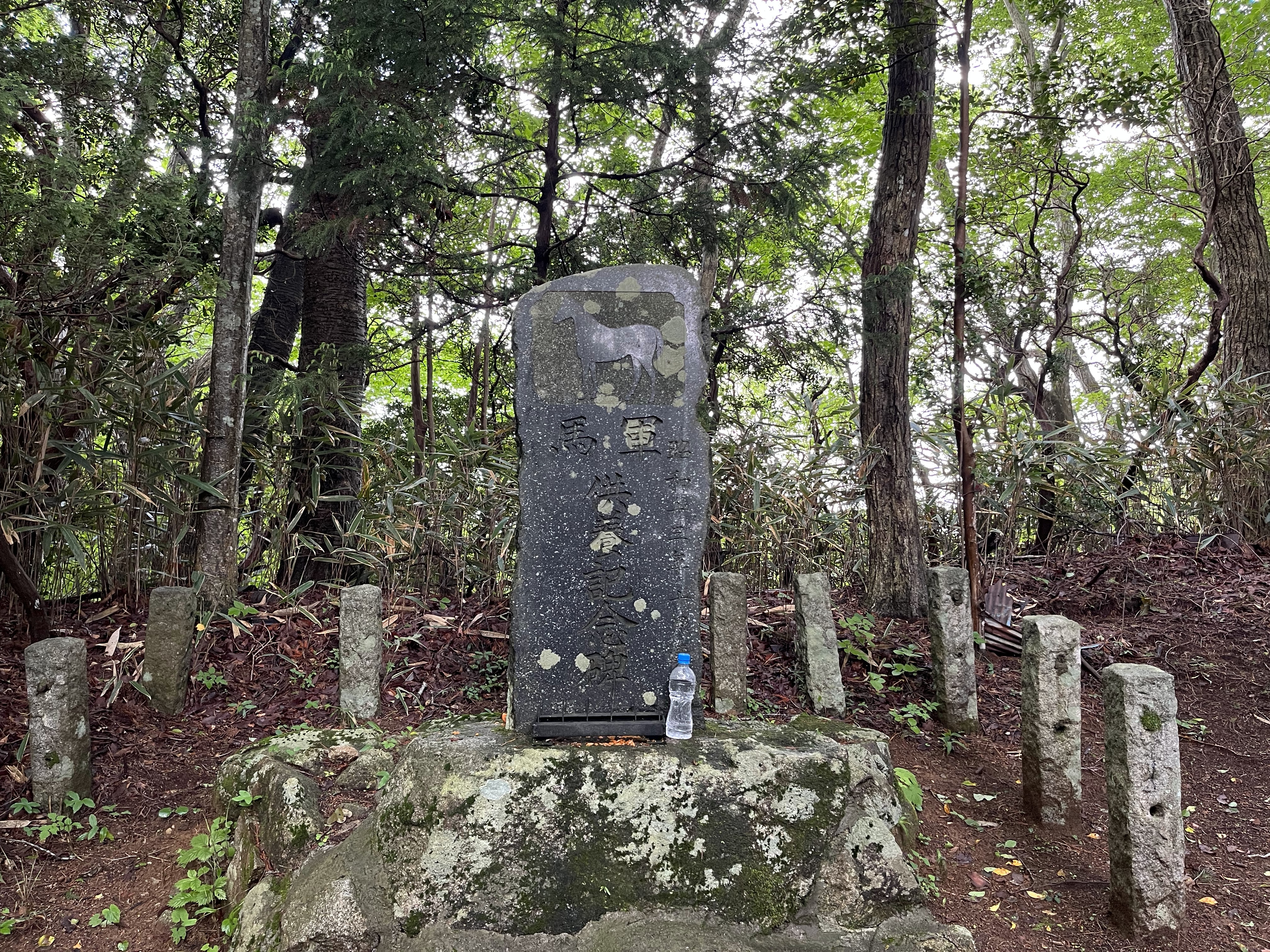
軍馬供養記念碑

猟師・炭焼き・樵・山師が信仰する大山祇神を祀る神社。通常、石の祠・自然石・大木などを神体として祀るが、当神社は珍しく木造の社となっている。創建の年月は不明。社殿の脇には、戦時中徴発された軍馬の慰霊碑（昭和13年）が建立されてある。ここに関しては以下のような伝説がある。
昔、勝之丞という猟師が大能村にいて、猟の上達を願い110日も山の神様にお参りをした。すると、鉄砲の腕は山から転がした丸鉢（弁当箱）を撃ち当てられる程に上達した。また猪を99頭も撃ち、更に100頭になるようにとお宮を建てて祈願したら願いが叶ったという。他にも松の杖を挿したら根付き、その松は”逆さ松”と呼ばれるようになり山火事にも焼けなかったと云う。後に牧場の氏神になった。

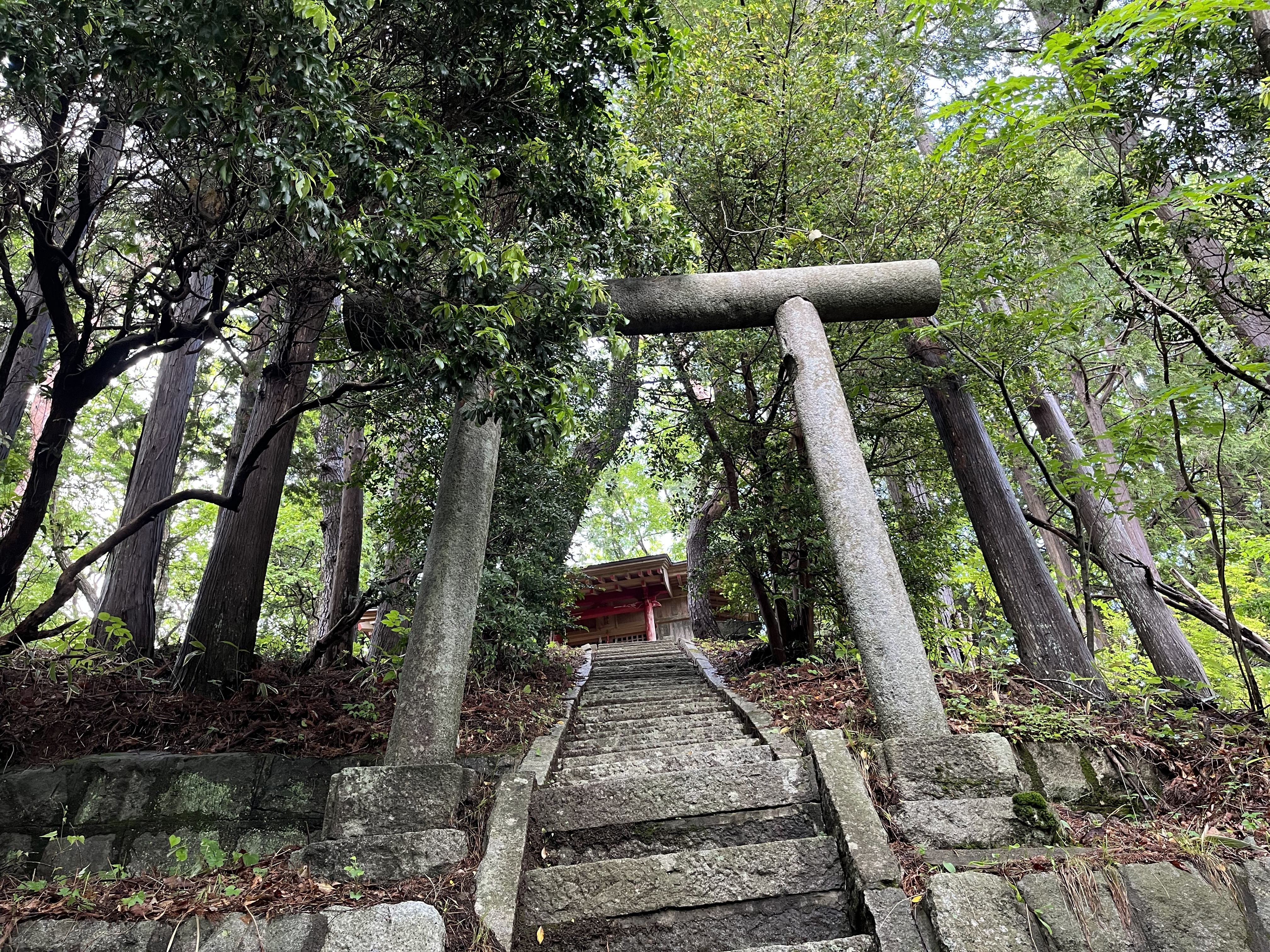
山神社の鳥居

戦前の1940年（昭和15年）頃から、出征兵士の武運長久を祈る家族が遠方から参詣に訪れ賑わったが、敗戦後寂れてしまった。広域農道が山上に完成したため、大鳥居が建てられ、社殿が新造された。

## 文化

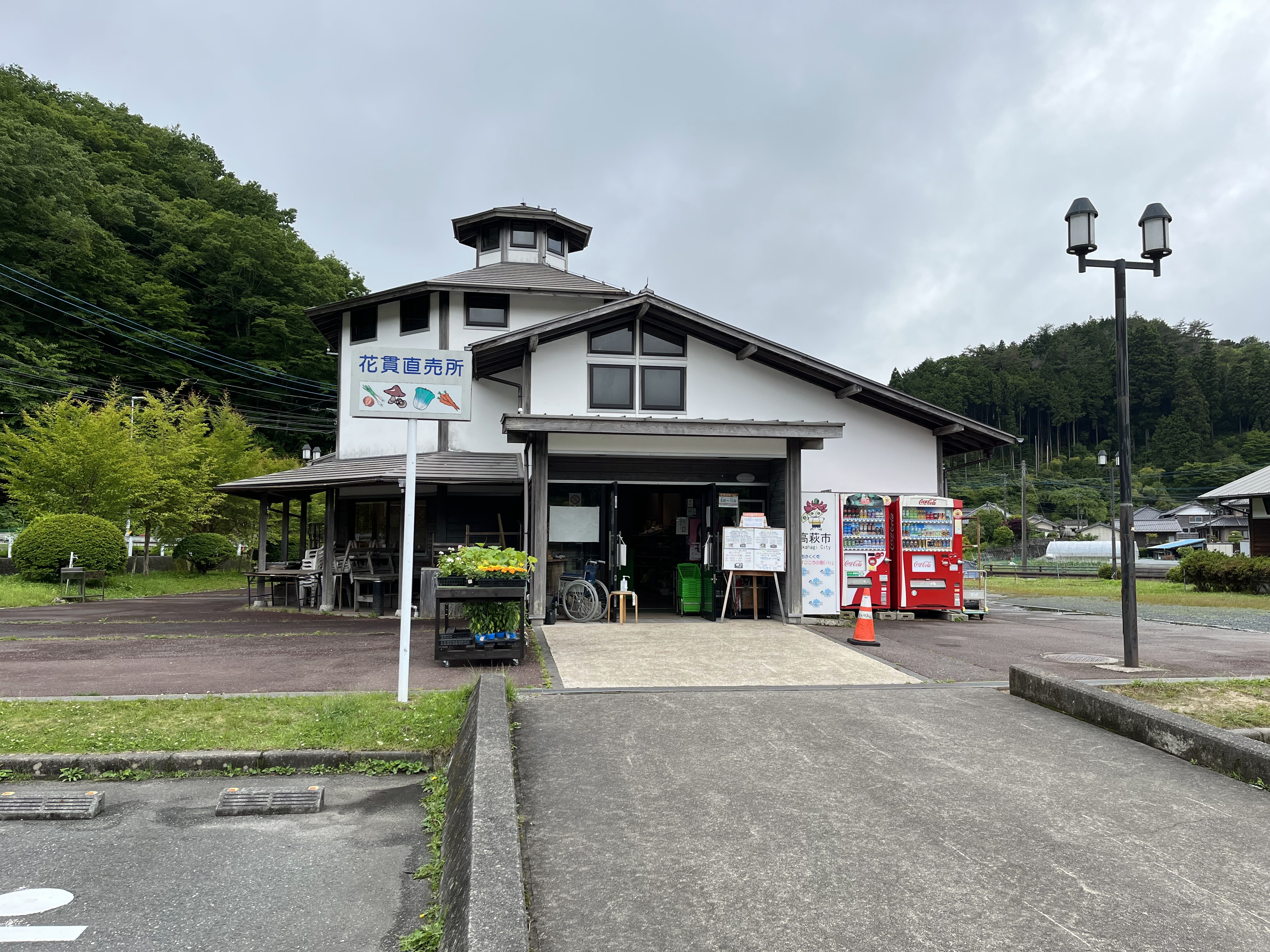
清流の郷・花貫物産センター

### いちこ流し
毎年8月16日夕方にお盆様送りの行事として大能の花貫川で行われる舟流しの風習。古老の話によると、約400年以上も続く伝承行事と云う。「いちこ」は飯詰めとも呼ばれる、保温用に飯びつを入れる藁桶を指す。この「いちこ舟」は、家の跡取りが、小麦のカラで編み上げ、中に竹で十字を組んで、そこに松明を取り付ける。また、お盆中に仏壇に飾っていた仏様の供物を船の中に入れる。